# 関谷剛
関谷 剛（せきや たかし、1968年-）は、医師・医学者、東京大学未来ビジョン研究センターライフスタイル研究ユニット客員准教授。

## 経歴
東京都生まれ。信州大学医学部を1995年に卒業、東京大学大学院医学系研究科を2002年に卒業。医師として東京大学医学部附属病院アレルギーリウマチ内科・アレルギー外来をはじめ、国立国際医療センター、同愛記念病院などに勤務する。専門はアレルギー学、呼吸器学、免疫学、その他産業衛生、東洋医学など。産業医として企業の労務管理や生活習慣病予防セミナーの講師も行っている。 2018年〜2020年までは城西大学薬学部教授を務め、現在は埼玉医科大学病院や東京大学未来ビジョン研究センターライフスタイル研究ユニットの客員准教授等で勤務している。

## 著作
- 『0歳からのアレルギー予防がよくわかる本- 予防こそが、最大の治療になる そのために親ができること』廣済堂出版、2013年9月、ISBN 4331517632
- 『３ヵ月ダイエットカロリーブック―無理なくきれいにやせる』法研、2007年03月、ISBN 4879546631